# Anschutz
Der Anschutz, auch Anschuss – da Schutz eine ältere Wortform für Schuss ist, also wörtlich das (Her-)Anschiessende  – ist ein altertümlicher, in der Deutschschweiz aber noch verwendeter Begriff für den plötzlichen Anstieg von voralpinen Gewässern wie der Emme, der kleinen Emme oder der Lütschine. Nach Gewitterregen oder bei Schneeschmelze während Föhnwetterlagen können sich im Einzugsgebiet dieser Gewässer Flutwellen bilden, die oft Geröll und Schwemmholz mit sich führen und dadurch verheerende Wirkung auf Uferböschungen, Brücken oder Wehre haben. Am 24. Juli 2014 etwa kam es als Folge von Regengüssen mit Niederschlägen von örtlich bis zu 100 Litern pro Quadratmeter innert weniger Stunden zu einem Anschwellen der Emme bei Emmenmatt von ungefähr 24 m³/s auf über 420 m³/s, bei einem Normalabfluss des Gewässers von 20 m³/s.